# Tofty
Tofty to opuszczone miasto w okręgu Yukon–Koyukuk, w stanie Alaska, w Stanach Zjednoczonych. W jego pobliżu znajduje się nieaktywna kopalnia, z której wydobywano złoto.

## Geografia
Tofty znajduje się ok. 15 mil na północny zachód od Manley Hot Springs i 91 mil na północny zachód od Fairbanks. Do miasta można dostać się za pomocą drogi Tofty Road, która rozpoczyna się przy Alaska Highway 2 (Elliott Highway).

## Tofty Road
Tofty Road to droga żwirowa. Rozpoczyna się przy drodze stanowej Alaska Highway 2, ok. pół mili na wschód od Manley Hot Springs. Na skrzyżowaniu Alaska Highway 2 z Tofty Road nie znajduje się żadne oznaczenie drogowe, że Alaska Highway 2 krzyżuje się z tą drogą. Wzdłuż drogi znajduje się kilka przepustów, które zostały zarośnięte roślinnością. W 2015 roku droga ma zostać rozbudowana do miejscowości Tanana położonej na zachód od Tofty.